# Hispania, la leyenda
Imperium
Hispania, la leyenda est une série télévisée espagnole dont l'action se déroule dans la péninsule ibérique au IIe siècle avant Jésus-Christ. Produite par Bambú Producciones pour Antena 3, la diffusion a débuté le 25 octobre 2010. Créée par Ramón Campos, elle a été tournée à Madrid et dans des lieux naturels de la région de La Vera, à Cáceres.
La première saison, composée de neuf épisodes d'environ une heure chacun, a été diffusée sur Antena 3 entre le 25 octobre 2010 et le 11 janvier 2011, tandis que la seconde, composée de huit épisodes, a été diffusée entre le 10 mai et le 28 juin de la même année. La troisième et dernière saison de la série se compose de 3 épisodes, diffusés entre le 11 et le 25 juin 2012. La série raconte l'histoire de Viriate qui, avec un groupe de Lusitaniens, tente de libérer son peuple de l'armée romaine.

## Synopsis
La série est un drame historique qui présente la période durant laquelle Viriate rassemble divers peuples hispaniques, tels que les Lusitaniens, les Vettons, les Arvaques, les Titos et les Bellis, qui, avec lui à leur tête, affrontent les Romains dirigés par Galba. Dans sa présentation de la série, le site Internet d'Antena 3 fournit l'introduction suivante :
« Hispanie, 2e siècle avant J.-C. Dans un monde où le pouvoir de quelques-uns régit la vie de beaucoup, un groupe de rebelles hispaniques, dirigé par Viriato, forge son propre destin. Ils vont se battre contre Rome pour défendre leur territoire : l'Hispanie. »
La série s'intéresse également à la vie et au destin de personnages de l'entourage de Viriate tels que Sandro, Dario, Paulo et Hector qui, sans être des guerriers, le deviennent dans le but de libérer l'Hispanie du joug romain, mais aussi pour sauver leurs épouses, venger la mort de leurs fils ou récupérer la terre où ils ont grandi. L'histoire évolue au fur et à mesure que la série progresse, puisque les affrontements entre les villages de la première saison consistent en une guérilla et que des batailles sont menées après que de nouveaux villages ont rejoint la cause du peuple Caura, tout comme dans le camp romain il y a des affrontements internes dus à l'arrivée de Fabius.
Dans la première saison, Galba reçoit l'ordre du Sénat romain d'essayer de préserver la paix, il décide au contraire de démontrer la force de l'armée en tuant des dizaines de personnes lors de la reddition des Lusitaniens, un événement connu sous le nom de massacre de Galba. Viriate, l'un des survivants, croit que sa fille a été tuée sur le champ de bataille et décide d'affronter les Romains. Il est rejoint par trois autres personnes, Sandro (son beau-frère), Darius (le fils du chef de Caura) et Paullus (un jeune homme qui était sur le point de se marier lorsque les Romains ont attaqué son village et pris de nombreuses personnes, dont sa fiancée) et, plus tard, Hector (bien que les intentions de ce dernier soient économiques), qui se cachent dans une grotte dans les montagnes pour ne pas être découverts. Les cinq Lusitaniens trouvent un groupe de soldats et décident de l'attaquer, ignorant que ces soldats escortent la femme du préteur lors de son départ. Le préteur oblige alors sa femme à rester dans le camp, car elle est la seule à savoir à quoi ressemble Viriate. Plus tard, les rebelles parviennent à sauver de nombreux prisonniers du massacre de Galba.
Les succès des rebelles conduisent Galba à attaquer le village de Caura pour forcer les Lusitaniens à lui dire la vérité. L'un d'eux, Théodore, l'homme riche du village, décide de lui dire tout ce qu'il sait dans le dos du village, tandis qu'Hector l'informe de certains mouvements de Viriate, poussé par sa cupidité, ce qui complique les actions des rebelles. Le point culminant est une attaque contre les rebelles cachés dans les montagnes, au cours de laquelle beaucoup sont tués et d'autres sont faits prisonniers. Viriatus décide de se rendre pour sauver la vie de Darius - et pour savoir où se trouve sa fille, qui a survécu au massacre et a été envoyée à Rome comme esclave du fils de Galba - afin que Darius puisse élaborer un plan avec son père et les autres chefs. Théodore est chassé de la ville lorsque sa trahison devient apparente, et les Lusitaniens parviennent à tromper les Romains en leur faisant croire que l'armée lusitanienne sera faible dans la bataille qu'ils s'apprêtent à livrer, alors qu'en fait elle est beaucoup plus importante qu'ils ne le pensent, et ils remportent la victoire sur eux. Viriatus affronte Galba, mais Claudia, sa femme, finit par le poignarder dans le dos avec une dague. Darius est nommé à la tête du Conseil des Nobles après la mort de son père au combat, et la nouvelle arrive bientôt de l'arrivée de soldats romains supplémentaires après la victoire sur Carthage.
Dans la deuxième saison, Viriate se rend à Rome avec Paulo pour chercher Altea, la fille du premier, et Nerea, la fiancée du second. Pendant ce temps, au village, on a passé l'hiver à attendre la guerre et à rendre le village inaccessible aux ennemis, tandis qu'arrive Fabius, le fils de Galba, qui veut prendre le contrôle de l'armée romaine et du village, et venger la mort de son père. Pendant l'hiver, Théodore a caché Galba dans les grottes, où il l'a gardé sous sédatif dans l'espoir qu'il se rétablisse. Mais les plans de Claudia et Marco sont écourtés lorsque Galba revient au camp. Galba a l'intention de tuer Viriate en utilisant Altea, qui est devenu un esclave romain. Gaia, l'esclave de Fabius, emmène la jeune fille à Caura, brisant ainsi la stratégie de Galba. Une nouvelle bataille se solde par une victoire des Romains, qui prennent le contrôle de Caura et nomment Theodorus à la tête du conseil. Les Romains s'installent dans les grottes, où ils sont infectés par une épidémie qui menace la vie de tous. Darius se rend aux Romains, en attrapant le virus avant, et répand l'épidémie dans le camp. Finalement, ils trouvent un remède et Darius est libéré.
Alexius apprend que le fils d'Helena n'est pas le sien, mais celui de Viriatus, et l'abandonne dans la forêt où il est retrouvé par les Romains. Pendant ce temps, Fabius menace de prendre la vie de Claudia si son père ne le laisse pas quitter le camp, Galba accepte, mais Fabius emmène Claudia avec lui. Galba propose un échange à Viriate, le garçon en échange de Claudia. L'échange a lieu, mais Paulo découvre que Nerea est dans le camp et affronte les militaires, Marco tue Nerea. Galba lit une lettre de Fabio dans laquelle il révèle que Claudia a essayé de le tuer par derrière. Hector est découvert en train d'aider Sandro, qui a été capturé, et le préteur propose un échange : la tête de Viriate contre la vie de son frère.
Dans la troisième saison, Viriate détruit le camp romain, battant une fois de plus l'armée de Galba. Galba, sauvé par son fils Fabius, fuit vers le camp romain voisin, dirigé par son vieil ami Quintus. Mais Quintus n'est pas disposé à l'aider car Rome lui a ordonné de signer la paix avec Viriatus et de le proclamer roi des Hispaniates et ami de Rome. Quintus apprend alors de Viriatus les crimes de Galba en tant que préteur et ordonne son emprisonnement ainsi que celui du général Marcus. Quintus se prépare à se rendre à Rome avec Viriatus pour qu'il puisse témoigner devant le Sénat de Rome contre Galba. Ses meilleurs amis, Paullus, Sandro et Darius, sont prêts à l'accompagner. Fabius vient rendre visite à son père mais refuse de l'aider à nouveau.
Pendant ce temps, les lieutenants de Viriate capturent son vieil ennemi, Alexius d'Ursus, ainsi qu'Aldara, l'escroc qui se fait passer pour la sœur de Paullus. Le conseil les condamne tous deux à mort. Mais dans la nuit, les vieux amis d'Alexius, payés par la femme de Galba, les libèrent tous les deux. Claudia le paie alors pour que le traître tue Viriate à tout prix. La nuit, Viriate rêve d'une femme qui lui annonce, ainsi qu'à ses trois amis, qu'ils vont mourir. Il décide de se rendre à Rome sans eux pour ne pas mettre leur vie en danger. Il part le matin même pour Rome avec Quintus, Claudia, Galba et Marcus (les deux derniers étant emprisonnés). Pendant le voyage, la femme de Galba soudoie le général de Quintus. Plus tard, lorsque tout le groupe s'arrête pour se reposer, Galba raconte à Viriate qu'Alexius a recruté les mercenaires les plus sanguinaires et qu'il est maintenant en route pour Caura. Au début, Viriate ne le croit pas, mais Galba le convainc que ce n'est pas un mensonge. Viriate retourne ensuite à Caura, prenant Claudia en otage avec lui. Lorsque Quintus sort de sa tente, le général soudoyé l'assomme et libère Galba et Marcus.
Ce que Galba a dit n'est pas un mensonge : Alejo a vraiment rassemblé des bandits et approche Caura la nuit. Les villageois ne sont pas préparés à une attaque et les font tous prisonniers. Alejo ordonne que Paulo, Dario, Sandro et Fabio soient mis dans le bâtiment central du village. Il leur dit alors : "En tuant Viriate, je vais vous accuser de sa mort". Pendant ce temps, Viriate s'approche de Caura.

## Acteurs et personnages

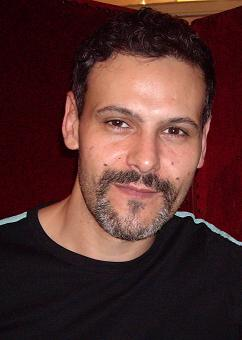
L'acteur Roberto Enríquez de León joue le rôle de Viriate.

Le personnage principal de la série est Viriate, interprété par Roberto Enríquez, un berger qui, après l'enlèvement de sa fille, décide d'en finir avec l'armée romaine. Il ne peut pas le faire seul et d'autres Lusitaniens l'aident, mais il y a des désaccords entre eux et il doit maintenir l'unité du groupe. Ceux qui l'aident sont Sandro, Darius, Paulo et Hector : Le premier, joué par l'ancien champion de boxe d'Espagne d'origine arménienne Hovik Keuchkerian, est le forgeron du village et le beau-frère de Viriate, il fait confiance au berger et le suit partout ; Dario, joué par Alfonso Bassave, fils de Césaro (Lluís Marco), membre du Conseil des Nobles, son intention est de faire voir aux autres peuples hispaniques ce que font les Romains ; Paulo, interprété par Juan José Ballesta, lauréat du prix Goya, est un jeune homme qui veut récupérer sa fiancée transformée en esclave par les Romains ; enfin Héctor, le frère de Sandro, interprété par Pablo Derqui, est intéressé et sa seule intention est de se vendre au plus offrant.
Les ennemis que les Lusitaniens doivent affronter sont les Romains, dont les personnages les plus importants sont Servius Sulpicius Galba, Claudia et Marcus : Le premier est un préteur cruel et inconsidéré dont la seule intention est d'obtenir des mérites militaires afin de devenir consul ; Claudia, jouée par Nathalie Poza, est sa femme, la fille d'un sénateur nommé Tulio qui est assassiné par des hommes engagés par son mari, elle est habituée à ce que ses désirs soient réalisés et ne supporte pas son mari ; le premier officier de l'armée est Marco, joué par Jesús Olmedo, qui est chargé de faire le sale boulot du préteur, un homme discipliné qui ne se fixe aucune limite.
Dans le village lusitanien, il y a d'autres personnages, dont les plus importants sont Teodoro, Helena, Alejo et Bárbara. Le premier, joué par Antonio Gil Martínez, est l'un des plus riches du village et appartient au Conseil des Nobles, son intention est de devenir plus riche que lui et il soutient les Romains. Helena est sa fille, jouée par Manuela Vellés, qu'il a fiancée à un riche Celtibère alors qu'elle aime vraiment Viriate. Alejo, joué par Javier Rey, est le fiancé d'Helena, un jeune homme plein aux as qui ne se soucie que de ses possessions. Barbara, jouée par Luz Valdenebro, est la femme de Sandro et le frère de Viriate, et n'hésite jamais à aider quiconque en a besoin. Elle meurt à la fin du quatrième épisode après avoir été torturée à plusieurs reprises, se suicidant avec un poignard au moment où Viriate et Sandro viennent à son secours.
Les esclaves de Claudia sont Nerea et Sabina. La première, jouée par Ana de Armas, est la fiancée de Paulo et sa seule intention est de s'échapper du camp pour rejoindre son fiancé ; Sabina, jouée par Ángela Cremonte, est l'esclave de la femme du préteur depuis son plus jeune âge et a été formée au fil du temps par le Romain.
La deuxième saison met en scène Iván Sánchez dans le rôle de Fabio, le nouveau général et fils du préteur Galba, issu d'une précédente relation avec Claudia, Thais Blume dans le rôle de Gaia, la fidèle esclave des Sulpiciens, Juana Acosta dans le rôle de la sœur de Paulo et Ana Rujas dans le rôle de l'amour interdit de Darío.

## Production

### Conception
L'idée de la série est née pendant le tournage de la série Gran Reserva, car les producteurs voulaient faire une série où les lieux étaient éloignés les uns des autres. En outre, l'un d'eux, Ramón Campos, était un grand admirateur des histoires dans lesquelles les faibles tiennent tête aux forts. Les créateurs pensaient que le projet ne serait accepté par aucune chaîne, jusqu'à ce qu'ils reçoivent un appel d'Antena 3, qui avait initialement rejeté le projet,.

### Rédaction du scénario
Le créateur, Ramón Campos, a l'habitude d'utiliser un cahier pour noter toutes les idées qui lui viennent à l'esprit à propos du projet. Il est parti d'un postulat initial : Rome ne voulait pas conquérir au-delà de la côte levantine et andalouse pour avoir la totalité de ce qu'on appelle la mare Nostrum et a envoyé le préteur Galba pour être en paix avec les tribus du reste de la péninsule, mais le préteur a décidé de les achever. Viriate, qui était l'un des survivants, a décidé de se venger et a formé un groupe de paysans pour lutter contre Rome, remportant de nombreuses batailles. Le Sénat décide d'envoyer une armée de 20 000 soldats pour combattre les Lusitaniens, mais ils sont également vaincus. Un traité de paix est signé et Viriate est nommé "Amicus populi romani", mais un an plus tard, il est abrogé et Marcus Popilius Laenas paie trois de ses soldats, Audax, Minuro et Ditalco, pour tuer Viriate. Après l'assassinat, il a refusé de les payer, en prononçant la phrase "Rome ne paie pas les traîtres". Mauricio Pastor, professeur à l'université de Grenade et spécialiste de Viriate, auteur du livre Viriate, la lucha por la libertad, a laissé une certaine liberté aux scénaristes pour rendre l'histoire crédible.

### Réalisation
Les personnes chargées de la réalisation de la série pendant la première saison étaient Carlos Sedes, Alberto Rodríguez, Santiago Amodeo et Jorge Sánchez-Cabezudo, tandis que pour la deuxième saison, seul Sánchez-Cabezudo a continué et ils ont engagé Pablo Malo et Félix Viscarret, qui avaient tous travaillé dans le cinéma,. Selon Viscarret, la société de production était à la recherche d'une dynamique cinématographique, elle a donc choisi de rechercher des réalisateurs ayant une expérience dans ce domaine.

### Choix des interprètes
Les choix des acteurs ont été différents selon les acteurs, comme Manuela Vellés, qui a dû auditionner une multitude de personnes, tout comme Iván Sánchez en décembre 2010 pour rejoindre la deuxième saison, tandis que Hovik Keuchkerian a été choisi parce qu'il connaissait l'un des scénaristes avec qui il avait travaillé à Paramount Comedy. Pour monter à cheval ou apprendre à manier les armes, les acteurs ont passé un mois et demi avant le début du tournage à recevoir des cours de l'équipe d'Ignacio Carreño, même si Alfonso Bassave et Juan José Ballesta savaient comment faire, alors que les autres ne le savaient guère. Carreño a expliqué qu'il leur a également appris à se lancer.
Étant donné qu'il fallait 500 figurants pour les scènes de bataille, il a fallu procéder à des appels à casting, dans lesquels il était demandé que pour être lusitanien il fallait avoir une barbe, des cheveux longs ou mi-longs et pour être romain il fallait avoir une barbe et des cheveux courts avec un minimum de trois doigts de taille. Pour la première saison, les auditions ont eu lieu dans presque toutes les villes de la région de La Vera, notamment Jaraíz, Torremenga, Jarandilla, Aldeanueva, Garganta la Olla, Guijo de Santa Bárbara et Cuacos de Yuste. Également dans d'autres villes comme Navalmoral de la Mata, Plasencia, Hervás, Piornal et Cáceres, bien que la définitive ait été faite plus tard à Madrid. Pour ceux du second groupe, un casting a été organisé le 29 avril à Jarandilla de la Vera.

### Tournage
Le tournage de la première saison a commencé le 26 juillet 2010 et s'est terminé en décembre de la même année, ; et la deuxième saison a commencé en février de l'année suivante et s'est terminée à la mi-avril pour les extérieurs, mais les intérieurs ne seront pas terminés avant l'été,. Le tournage de chaque épisode dure généralement entre deux et trois semaines et ils sont tournés en haute définition au format HD 16:9 avec deux caméras Sony HDW-F900R.
Les villages romain et hispanique ont également été construits dans cette zone, le premier à Jaraíz et le second dans la Dehesa Boyal de Torremenga, tout comme les extérieurs, tandis que les intérieurs ont été tournés dans les studios de Boadilla del Monte. Le réalisateur a expliqué que la raison pour laquelle l'Estrémadure a été choisie pour le tournage des extérieurs était qu'elle permettait à la caméra de voir de grandes étendues de terre, ainsi que les montagnes et le terrain vert, ce qui donnait une touche épique à l'intrigue.

### Direction artistique
Certains des meubles utilisés sont les mêmes que dans la série Rome et proviennent d'Italie. En raison des nombreuses scènes à cheval, un instructeur d'équitation était nécessaire, et les animaux étaient ceux utilisés dans les films Kingdom of Heaven et The Last Samurai. Les costumes des soldats pèsent environ 20 kilos et ont été fabriqués exclusivement pour la série.

### Post-production
La musique a été composée par Federico Jusid, à qui l'on doit notamment le film El secreto de sus ojos. La post-production a été réalisée chez Bouquet Films et El Ranchito.

## Accueil
Le début de ses promotions a suscité une controverse en raison des similitudes entre ces promotions et le livre Le nom du vent de Patrick Rothfuss,. Sur certains sites, comme FilmAffinity, il est classé comme une production médiocre avec un thème sur la Rome antique. Malgré cela, elle a reçu quelques nominations pour des prix tels que l'ALMA du meilleur scénario de série télévisée, Fotogramas de Plata du meilleur acteur pour Lluís Homar, et ce dernier a reçu un prix de l'Académie de la télévision pour son rôle de Galba,,. Selon le professeur Mar Chicharro, la série a été bien accueillie par le public car, bien que les téléspectateurs n'aient pas une connaissance directe du sujet, ils ont une référence à travers ce qu'ils ont étudié ou entendu, et leur esprit a tendance à contraster. Cela conduit le spectateur à percevoir ce qu'il regarde comme réel et proche de ce qu'il voit, confondant ainsi fiction et réalité.

## Écarts historiques
Malgré les conseils historiques du professeur Mauricio Pastor de l'université de Grenade, la série a été critiquée dans les médias pour son manque de rigueur historique et sa récurrence des clichés, et donc, des aspects tels que les costumes des personnages, l'armée romaine avec des détails comme l'absence de troupes auxiliaires, l'utilisation d'étriers sur les chevaux, la reconstitution des intérieurs, les noms des personnages eux-mêmes et la façon de tenir l'arc, qui est si erronée qu'elle entraînerait la perte du pouce du tireur, sont quelques-unes des inexactitudes dans la représentation des événements et des personnages. L'aspect moderne des personnages et des décors, ainsi que le scénario, ont également été critiqués pour la pauvreté de leurs dialogues,. Un autre professeur, Guillermo Calleja, a déclaré que le cadre était trop idéalisé et que l'imagination débordait dans certains cas, comme l'attirance qu'éprouve un patricien romain envers un étranger ou le traitement réservé aux falcatas, tout de même, alors qu'en réalité elles étaient dimensionnées en fonction de la taille du guerrier, du bout des doigts au coude.
En réponse à ces critiques, le consultant Mauricio Pastor a notamment déclaré ce qui suit :
« Si les personnages sont ainsi, c'est parce que dans la fiction, il faut rendre ses personnages reconnaissables et proches du public. Cherchez toujours à vous identifier. C'est pourquoi nos hispaniques sont quelque peu « occidentalisés ». »
À ce sujet, l'écrivain d'histoire ancienne Gabriel Castelló a fait un commentaire critique, notant :
« La grande occasion de revenir sur le chemin des grandes séries a été gâchée. C'est une véritable honte. Nos terres recèlent suffisamment de moments épiques et dramatiques pour filmer un millier de séries, mais les scénaristes d'Antena 3, et la pression de l'action, ont commis les pires erreurs qu'une personne qui recrée l'Antiquité classique puisse faire : mettre en place une intrigue sans aucune rigueur historique ou logique. »

## Épisodes et audience
La série a été diffusée pour la première fois le 25 octobre, alors qu'elle était initialement prévue pour le 20 octobre. Lors de ses deux premières diffusions, elle a affronté le téléfilm Felipe y Letizia, et a gagné dans les deux cas, bien que par une faible marge,. La semaine suivante, Telecinco a présenté une émission du type de Tengo una pregunta para usted avec Belén Esteban, mais elle a presque doublé les chiffres de l'émission. La chaîne concurrente a diffusé le programme Más allá de la vida, les différences étant encore plus grandes que la semaine précédente. Dans sa cinquième émission, la chaîne a montré le vétéran Hospital Central, mais cela n'a pas changé l'audimat. Au cours de ces cinq premières diffusions, elle a obtenu une moyenne de 4 635 000 téléspectateurs avec une part d'audience de 23,6 %, ce qui en fait la meilleure première de l'année, et la chaîne a décidé de la renouveler pour une nouvelle série de neuf épisodes. En raison de la période de Noël, Antena 3 a décidé de réserver la fin de la première saison pour janvier 2011. Le dernier épisode, bien qu'une fois de plus en tête de la soirée, n'a pas connu le même succès en raison de la première de la série The Walking Dead sur La Sexta.
Au cours de la deuxième saison, elle a atteint une moyenne de 2 795 000 avec une part d'audience de 15 % et au cours de la troisième saison, 2 285 000 avec 13 %.
| Saison | Épisodes | Début           | Fin             | Audience    | Audience |
| Saison | Épisodes | Début           | Fin             | Spectateurs | Part     |
| ------ | -------- | --------------- | --------------- | ----------- | -------- |
| 1      | 9        | 25 octobre 2010 | 11 janvier 2011 | 4 361 000   | 22,9%    |
| 2      | 8        | 10 mai 2011     | 28 juin 2011    | 2 795 000   | 15,0%    |
| 3      | 3        | 11 juin 2012    | 25 juin 2012    | 2 285 000   | 13,0%    |
| Total  | 20       | 25 octobre 2010 | 25 juin 2012    | 3 147 000   | 17,0%    |

| Première saison  | Première saison | Première saison                   | Première saison   | Première saison              |
| # (total)        | # (saison)      | Titre                             | Date d'émission   | Spectateurs - part à l'écran |
| ---------------- | --------------- | --------------------------------- | ----------------- | ---------------------------- |
| 1                | 1               | « El nacimiento de una leyenda »  | 25 octobre 2010   | 4 768 000 - 22,7%            |
| 2                | 2               | « La liberación de los esclavos » | 27 octobre 2010   | 5 116 000 - 24,7%            |
| 3                | 3               | « La muerte de Viriate »          | 3 novembre 2010   | 4 793 000 - 25,8%            |
| 4                | 4               | « El rescate de Bárbara »         | 10 novembre 2010  | 4 200 000 - 21,7%            |
| 5                | 5               | « Asesinos »                      | 24 novembre 2010  | 4 411 000 - 23,2%            |
| 6                | 6               | « Sacrificios »                   | 1er décembre 2010 | 4 243 000 - 23,8%            |
| 7                | 7               | « La traición »                   | 8 décembre 2010   | 4 194 000 - 22,7%            |
| 8                | 8               | « La derrota »                    | 15 décembre 2010  | 4 145 000 - 24,1%            |
| 9                | 9               | « La batalla final »              | 11 janvier 2011   | 3 376 000 - 17,6%            |
| Deuxième saison  |                 |                                   |                   |                              |
| 10               | 1               | «El regreso »                     | 10 mai 2011       | 3 050 000 - 16,0%            |
| 11               | 2               | « Traidores »                     | 17 mai 2011       | 3 130 000 - 16,2%            |
| 12               | 3               | « Altea »                         | 24 mai 2011       | 2 761 000 - 14,8%            |
| 13               | 4               | « Caura »                         | 31 mai 2011       | 3 035 000 - 15,9%            |
| 14               | 5               | « Infectados »                    | 7 juin 2011       | 2 559 000 -12,7%             |
| 15               | 6               | « Secretos »                      | 14 juin 2011      | 2 770 000 - 14,9%            |
| 16               | 7               | « Hjios »                         | 21 juin 2011      | 2 660 000 - 15,2%            |
| 17               | 8               | « El intercambio »                | 28 juin 2011      | 2 399 000 - 14,3%            |
| Troisième saison |                 |                                   |                   |                              |
| 18               | 1               | « Victoria »                      | 11 juin 2012      | 2 718 000 - 14,6%            |
| 19               | 2               | « Paz romana »                    | 18 juin 2012      | 2 066 00 - 12,5%             |
| 20               | 3               | « El final de la leyenda »        | 25 juin 2012      | 2 070 000 - 12,0%            |

| Spécial | Spécial                             | Spécial         | Spécial                                |
| #       | Titre                               | Date d'émission | Spectateurs - part à l'écran           |
| ------- | ----------------------------------- | --------------- | -------------------------------------- |
| 1       | « Hispania, un viaje en el tiempo » | 10 mai 2011     | 1 290 000 - 10,1%[citation nécessaire] |

## Produits dérivés de la série
À l'été 2010, en même temps que le tournage, le jeu de stratégie multijoueur en ligne officiel de la série a été lancé sur Internet, où chaque utilisateur choisit d'être un Romain ou un Hispanique et construit sa propre civilisation. Le jeu a également été un succès avec un total de 170 000 utilisateurs.
Le 27 avril 2011, la première saison de la série sort en DVD, composée de quatre disques, distribuée par Divisa Home Video.
Après la fin de la deuxième saison, le premier roman basé sur la série, La fuerza del pasado, est mis en vente.